# حارة باب حطة
حارة باب حطة أحد حارات الحي الإسلامي في البلدة القديمة لمدينة القدس. وهي إحدى المنافذ إلى المسجد الأقصى وبها اثار من العصر الايوبي، كذلك يوجد بها الصلاحية التي قام بانشائها صلاح الدين الأيوبي كمجمع علمي خرّج كثير من العلماء في القدس. وباب حطة من أقدم أبواب المسجد الأقصى، يقع على جداره الشمالي بين باب الأسباط وفيصل، جدد في الفترة الأيوبية زمن السلطان الملك شرف الدين عيسى عام 1220م.